# Dacia Solenza
Dacia Solenza – samochód osobowy rumuńskiej marki Dacia produkowany przez koncern Renault w latach 2003–2005 w Rumunii w zakładach Dacii oraz na Ukrainie w zakładach ZAZ. Samochód w zasadzie był mocno odświeżoną Dacią Nova/SupeRNova. Produkcję pojazdu zakończono w marcu 2005 roku po pojawieniu się następcy – Dacii Logan. Według producenta auto miało być środkiem służącym do łatwego przemieszczania się z punktu A do punktu B, a nie obiektem przyciągającym uwagę przechodniów. Powstało 79 209 egzemplarzy.

## Dane techniczne
| Wersja                | Silnik:                               | Układ zasilania:     | Średnica × skok tłoka: | St. sprężania:     | Moc maksymalna:                  | Maks. moment obrotowy      | 0-100 km/h:        | V-max:             |
| Silniki benzynowe:    | Silniki benzynowe:                    | Silniki benzynowe:   | Silniki benzynowe:     | Silniki benzynowe: | Silniki benzynowe:               | Silniki benzynowe:         | Silniki benzynowe: | Silniki benzynowe: |
| --------------------- | ------------------------------------- | -------------------- | ---------------------- | ------------------ | -------------------------------- | -------------------------- | ------------------ | ------------------ |
| 1.4                   | R4 1,4 l Renault E7J (1390 cm³), SOHC | wtrysk wielopunktowy | 75,80 mm × 77,00 mm    | 9,5:1              | 75 KM (55 kW) przy 5250 obr./min | 114 N•m przy 2800 obr./min | 13,1 s             | 165 km/h           |
| Silniki wysokoprężne: |                                       |                      |                        |                    |                                  |                            |                    |                    |
| 1.9                   | R4 1,9 l (1870 cm³), SOHC             | wtrysk pośredni      | 80,00 mm × 93,00 mm    | 21,5:1             | 61 KM (45 kW) przy 4500 obr./min | 120 N•m przy 2250 obr./min | 16,9 s             | 155 km/h           |

- Opony: 165/70 S R13
- Przełożenie główne: 3,73:1
- Najmniejszy promień skrętu: 5,0 m

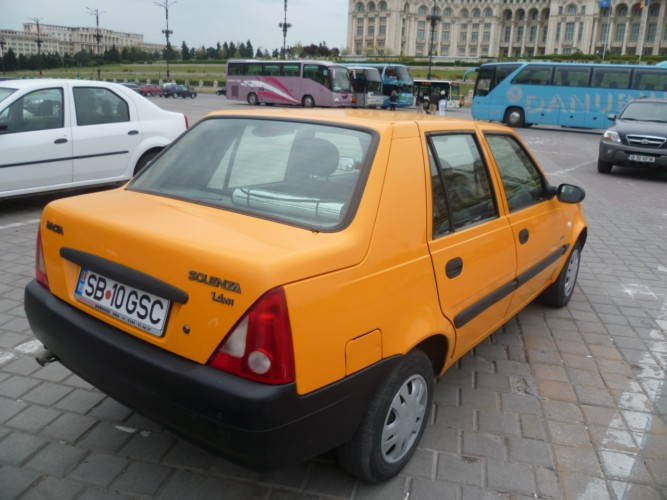
Dacia Solenza – tył pojazdu

- Rozstaw kół tył/przód: 1348/1429 mm

## Wersje wyposażeniowe
- Europa
- Confort
- Rapsodie
- Clima
- Scala – wyposażona m.in. w Airbag kierowcy, aluminiowe felgi, radioodtwarzacz CD, klimatyzację, wspomaganie kierownicy,

W standardowym wyposażeniu auto posiadało immobilizer, obrotomierz oraz wycieraczkę tylną. 